# Кен-Джылга
Кен-Джылга (кирг. Кең-Жылга) — село в Алайском районе Ошской области Кыргызстана. Входит в состав Корульского айылного аймака.

## География
Село расположено в южной части области, на берегах реки Джунусалы (правый приток реки Куршаб), на расстоянии приблизительно 5 километров (по прямой) к северо-востоку от села Гульча, административного центра района. Абсолютная высота — 1798 метров над уровнем моря.

## Население
Согласно оценочным данным Национального статистического комитета Кыргызской Республики, численность населения села на начало 2023 года составляла 2455 человек.
| год     | 2009 | 2014 | 2015 | 2020 | 2021 | 2023 |
| ------- | ---- | ---- | ---- | ---- | ---- | ---- |
| человек | 2839 | 3193 | 3222 | 2679 | 2709 | 2455 |